# Mutiny Bootleg EP
Mutiny Bootleg es el primer EP y el primer trabajo como solista de Ben Moody, cofundador de Evanescence y actual guitarrista y creador de la banda We Are The Fallen.
Todas las grabaciones en este EP, con exclusión de "Everything Burns", fueron publicadas después de que Moody lanzara su álbum All for This.

## Lista de canciones
Todas las canciones fueron escritas y compuestas por Ben Moody.

Todas las canciones escritas y compuestas por Ben Moody. 
| N.º | Título                                     | Duración |  |
| 1.  | «Never Turn Back»                          | 4:18     |  |
| 2.  | «Everything Burns» (featuring Hana Pestle) | 4:01     |  |
| 3.  | «The Way We Are»                           | 4:07     |  |
| 4.  | «Wishing Well»                             | 4:38     |  |